# O-butil S-2-dietilaminoetil metilfosfonotioato
O-butil S-2-dietilaminoetil metilfosfonotioato ou VX Chinês. É um composto organofosforado formulado em C11H26NO2PS. VX Chinês é um isômero estrutural do VX.